# پیچیدگی سایکلومتیک

نمودار جریان کنترل یک تابع ساده

پیچیدگی سایکلومتیک (انگلیسی: Cyclomatic complexity) یک معیارهای نرم‌افزارسنجی است که برای مشخص کردن پیچیدگی یک برنامه استفاده می‌شود. این مقدار یک شاخص کمی برای تعداد مسیرهای خطی مستقل از طریق کد منبع یک برنامه است. این معیار توسط Thomas J. McCabe, Sr. در سال ۱۹۷۶ میلادی توسعه داده شده بود.